# Episodi di Magnum P.I. (serie televisiva 2018) (quarta stagione)
La quarta stagione della serie televisiva Magnum P.I., è stata trasmessa negli Stati Uniti in prima visione dall'emittente CBS dal 1º ottobre 2021 al 6 maggio 2022.
In Italia la stagione è stata trasmessa in prima visione satellitare su Fox, canale a pagamento della piattaforma satellitare Sky, dal 6 marzo al 26 giugno 2022. In chiaro viene trasmessa su Italia 1, dal 25 luglio al 7 agosto 2023, in fascia pomeridiana.
| nº | Titolo originale                           | Titolo italiano                       | Prima TV USA     | Prima TV Italia |
| -- | ------------------------------------------ | ------------------------------------- | ---------------- | --------------- |
| 1  | Island Vibes                               | Vibrazioni dell'isola                 | 1º ottobre 2021  | 6 marzo 2022    |
| 2  | The Harder they Fall                       | Più rumore fanno                      | 8 ottobre 2021   | 13 marzo 2022   |
| 3  | Texas Wedge                                | Texas Wedge                           | 15 ottobre 2021  | 20 marzo 2022   |
| 4  | Those We Leave Behind                      | Quelli che lasciamo indietro          | 22 ottobre 2021  | 27 marzo 2022   |
| 5  | Til Death                                  | Finché morte non vi separi            | 5 novembre 2021  | 3 aprile 2022   |
| 6  | Devil on the Doorstep                      | Il diavolo sulla soglia di casa       | 12 novembre 2021 | 10 aprile 2022  |
| 7  | A New Lease on Death                       | Una nuova prospettiva di morte        | 19 novembre 2021 | 17 aprile 2022  |
| 8  | A Fire in the Ashes                        | Un fuoco nelle ceneri                 | 3 dicembre 2021  | 24 aprile 2022  |
| 9  | Better Watch Out                           | Babbo Natale è in città               | 10 dicembre 2021 | 1º maggio 2022  |
| 10 | Dream Lover                                | L'amante dei sogni                    | 7 gennaio 2022   | 8 maggio 2022   |
| 11 | If I Should Die Before I Wake              | Se dovessi morire prima di svegliarmi | 14 gennaio 2022  | 15 maggio 2022  |
| 12 | Angels Sometimes Kill                      | Gli angeli a volte uccidono           | 21 gennaio 2022  | 22 maggio 2022  |
| 13 | Judge Me Not                               | Non mi giudicate                      | 28 gennaio 2022  | 29 maggio 2022  |
| 14 | Run, Baby, Run                             | Corri, baby, corri                    | 25 febbraio 2022 | 5 giugno 2022   |
| 15 | Dead Man Walking                           | Morto che cammina                     | 4 marzo 2022     | 12 giugno 2022  |
| 16 | Evil Walks Softly                          | Il male cammina dolcemente            | 11 marzo 2022    | 12 giugno 2022  |
| 17 | Remember Me Tomorrow Sleep with the Fishes | Ricordati di me                       | 1º aprile 2022   | 19 giugno 2022  |
| 18 | Shallow Grave, Deep Water                  | Fossa superficiale, acqua profonda    | 8 aprile 2022    | 19 giugno 2022  |
| 19 | The Long Sleep                             | Il lungo sonno                        | 29 aprile 2022   | 26 giugno 2022  |
| 20 | Close to Home                              | Vicino a casa                         | 6 maggio 2022    | 26 giugno 2022  |

## Vibrazioni dell'isola
- Titolo originale: Island Vibes
- Diretto da: Brian Spicer
- Scritto da: Eric Guggenheim e Gene Hong

### Trama
Magnum va all'appuntamento con la sua nuova cliente, ma quando arriva il padre gli comunica che è scomparsa. Così inizia la ricerca facendosi aiutare sia da Gordon sia da Lia, con la quale sta nascondendo la sua relazione sentimentale. Quando Magnum ritrova la macchina della ragazza scomparsa, si imbatte in una sala clandestina di gioco d'azzardo, con diverse persone uccise. Continuando le indagini scopre dove la ragazza è tenuta in ostaggio e riesce a liberarla.
Nel frattempo, in Kenya, Higgins decide di andare in missione per recuperare dei vaccini rubati che erano destinati ai bambini della comunità in cui vive, la missione ha successo ma viene contattata dall'MI6 ed è costretta a tornare alle Hawaii senza Ethan.
Rick e Suzy danno inizio a una relazione dopo che lei gli comunica di essere stata accettata in un programma d'arte a San Diego e scegliendo di lasciare il suo lavoro a La Mariana.
- Guest star: Chantal Thuy (Lia Kaleo), Betsy Phillips (Suzy Madison), Jay Ali (Ethan Shah), Marsha Thomason (Eve), Kelvin Han Yee (Dan Liu), Brenda Koo (Jenny Liu)
- Ascolti USA: telespettatori 5 000 000[4]

## Più rumore fanno
- Titolo originale: The Harder they Fall
- Diretto da: Doug Hannah
- Scritto da: David Wolkove

### Trama
Magnum e Higgins ricevono Alani che chiede loro di indagare sulla morte sospetta del marito Makoa Brown, morto sul cantiere dove stava lavorando senza imbracatura con le telecamere spente. I due vanno a controllare il cantiere e interrogano Ron che gli svela che lì lavorano diversi ex-detenuti e che il giorno successivo alla morte di Makoa ha ricevuto il test antidroga degli operai secondo il quale la vittima risultava positiva agli oppiacei e che non aveva problemi con colleghi. Magnum e Higgins vanno al distretto e parlano con Katsumoto per saperne di più sul passato di Makoa, e lì scoprono che era stato accusato per l'omicidio di Michael Aquino, ma non era stato incarcerato; i due decidono di parlare con il padre del ragazzo assassinato, scoprendo che Hector era molto arrabbiato con Makoa e con la testimone che ha cambiato versione all'ultimo momento; poi aggiunge di aver superato il tutto e che al momento della morte di Makoa si trovava in vacanza con la famiglia. Proseguendo nelle indagini, Magnum e Higgins scoprono che nel tossicologico Makoa non era risultato positivo e iniziano a chiedersi se Ron avesse mentito anche su altro, scoprendo che non c’erano altri ex detenuti a lavorare e che aveva perso la figlia in un incidente mentre il guidatore, che si era salvato, è stato trovato morto in circostanze strane pochi giorni prima; così decidono di parlare con Donne Chan. Al distretto, Katsutomo e Lia stanno affrontando un duplice interrogatorio, Katsumoto interroga Hector mentre Lia interroga Ron, sanno che i due si sono scambiati dei favori per uccidere gli assassini dei loro figli e mentre Magnum informa Hector che la testimone aveva mentito su Makoa, Ron confessa i delitti.
Shammy e TC partono in elicottero per un tour con Casey e Randall ma, mentre stanno sorvolando un'isola vicina, i due prendono delle pistole e li fanno atterrare, rivelando che devono recuperare della droga; Randall porta con sé TC mentre Casey resta con Shammy. Quando ritrovano il sacco che stavano cercando scoprono che è vuota, vicino però ci sono delle orme fresche e Randall decide di continuare le ricerche. Shammy riesce a mettere ko Casey e si trascina sull'elicottero e decolla in cerca di aiuto; Randall e TC invece trovano le persone che si sono impossessate della droga e mentre Randall pensa a come recuperarla, TC gli prende la radio e, mentre fugge nella boscaglia, viene colpito da un proiettile. Randall lo raggiunge e i due si azzuffano, parte uno sparo e Randall si accascia a terra, TC chiede aiuto con la radio e perde i sensi. Poco dopo viene soccorso dalla guardia costiera che lo porta in salvo.
Rick chiede aiuto a Kumu per inventare nuovi cocktail come faceva Suzy, poi racconta a Kumu che le manca e lei gli suggerisce di scriverle un messaggio per fargli capire quello che prova per Susy.
- Guest star: Christopher Thornton (Shammy), Chantal Thuy (Lia Kaleo), Billy Lush (Casey), John Kapelos (Hector Aquino), Robert Baker (Randall), Shinelle Azoroh (Alani Brown), Andrew Tinpo Lee (Ron Ioha), Christine Umipeg (Donne Chan)
- Ascolti USA: telespettatori 5 200 000[5]

## Texas Wedge
- Titolo originale: Texas Wedge
- Diretto da: Antonio Negret
- Scritto da: Gene Hong

### Trama
L'MI6 inizia a chiedere missioni a Higgins.
Magnum e Higgins si stanno dirigendo a La Mariana dove hanno un appuntamento con Trevor, che spiega che era un caddy in un'esclusiva club house, ma che ha perso il lavoro perché accusato da un certo Stan di aver rubato delle mazze da golf. Magnum e Higgins chiedono a Kumu di controllare i vari banchi dei pegni per vedere su qualcuno ha cercato di rivendere le mazze mentre loro vanno sotto copertura alla club house: Magnum e Rick come bartender, mentre Higgins ruba l'identità di una socia per entrare. Higgins intanto avvicina Stan e un suo amico, e inizia per soldi una partita a golf con loro. Dopo nove buche Higgins ricorda ai due quanti soldi le devono e coglie l'occasione per parlare del furto; Stan le dice di aver visto il ladro e Ollie dice che è stata una fortuna perché i proprietari non c’erano e che le mazze erano state spedite precedentemente. Tornata al club si congeda da Stan e Ollie e insieme a Magnum si aggiornano su quanto scoperto; controllando lo scambio delle sacche si accorgono che un utente invia sacche dal Sudafrica e ipotizzano che venga contrabbandato qualcosa; poi magnum le mostra il video sospetto di un caddy che gira con un Rolex vero al polso. Mentre parlano vengono scoperti da Erin che, a patto di non dire niente, vuole il numero di Rick. Magnum viene a sapere da Kumu che nessuno ha cercato di vendere delle mazze da golf, ma qualcuno ha cercato di vendere una sacca piena di avorio; i due avvisano Katsumoto e gli chiedono chi potrebbe essere il trafficante e gli rivela che ce ne è solo uno, Zev Marker. Higgins rintraccia il suo telefono e quando vedono che si sta dirigendo da Trevor, Magnum lo avvisa dicendogli di dire che è lui che ha l'avorio che sta cercando, poi viene contattato da Zev che gli dà solo due ore per scambiare l'avorio con Trevor. Sapendo di non avere tempo da perdere per recuperare l'avorio e salvare Trevor, i due decidono di interrogare Stan rivelandogli che Trevor è in pericolo; Stan rivela che il suo lavoro sta andando a rilento e che era vicino a perdere l'ingresso al club, poi dice di aver visto il ladro, ma che non si trattava di Trevor, bensì di Jaime, con il quale ha fatto un accordo per cancellare i suoi debiti con il club; Magnum usa il telefono di Stan per far venire al bar Jaime, ma quest'ultimo quando vede Higgins scappa, dando inizio ad un inseguimento in auto. Quando viene fermato però rivela di aver gettato l'avorio nell'oceano e che stava scappando perché pensava che fossero due contrabbandieri. Magnum si reca sul posto indicato da Zev per lo scambio e una volta recuperato Trevor fa intervenire la polizia che arresta Zev.
A La Mariana Jin arriva con la nipotina Joon, che è convinta che lo zio sia un uomo di affari di successo e gli chiede di andare alla sua scuola con lei per parlare del lavoro che fa; su suggerimento di TC, Jin rivela la verità a Joon che rinnova l'invito per andare a scuola con lei, perché comunque è grata allo zio che si è sempre occupato economicamente di lei.
- Guest star: Chantal Thuy (Lia Kaleo), Bobby Lee (Jin Jeong), Martin Martinez (Cade Jensen), Marsha Thomason (Eve), Sebastian Roché (Zev Marker), Kate Flannery (Erin), Kaylee Hottle (Joon), Eddie Shin (Jaime), Billy Armstrong (Stan Peters), Daniel Kang (Trevor)
- Ascolti USA: telespettatori 5 370 000[6]

## Quelli che lasciamo indietro
- Titolo originale: Those We Leave Behind
- Diretto da: Allison Liddi-Brown
- Scritto da: Barbie Kligman

### Trama
Higgins sta affrontando una seduta con la dottoressa Ogawa che la spinge a sviscerare le sue emozioni, dopo un po' parla della sua esperienza in Kenya, di Ethan, di come lei è dovuta rientrare e del fatto che lui dovrà stare laggiù altri sei mesi e quanto lo ama e le manca. La sessione viene interrotta quando la dottoressa riceve un messaggio che la informa che l'appuntamento del giorno seguente con una paziente è stato cancellato perché è stata trovata deceduta, ma lei non è d'accordo sul fatto che si tratti di suicidio. Higgins si propone di scoprire la verità è una volta tornata alla villa spiega a Magnum il nuovo caso che lei ha accettato, i due analizzano la vita della ragazza e Higgins scopre che i suoi profili social sono già stati bloccati, a meno di due giorni dalla sua morte, decidono quindi di parlare con suoi genitori; lì scoprono che i profili social della ragazza non li hanno chiusi i genitori e che Ted l'ha trovata impiccata. Decidono di andare alla commemorazione a scuola per scoprire qualcosa di più; Higgins parla con le amiche di Ani non scoprendo nulla di nuovo, Magnum invece scopre che aveva un fidanzato di nome Will che però non si trova lì. Le indagini proseguono e quando Noelani li informa di aver trovato un quantitativo eccessivo di xanax i due si concentrano su Will, scoprendo che l'aveva lasciata la mattina del presunto suicidio e che l'aveva chiamata diverse volte da vicino la sua abitazione; poi lo interrogano e scoprono che i profili social di Ani sono ancora attivi. Decidono quindi di parlare con le ragazze, iniziando da Collette; alla sua abitazione però non risponde nessuno, guardando all'interno Higgins nota la borsa e il cellulare sul tavolo e decidono di entrare dal retro notando che cola acqua dal soffitto, entrano e la trovano immerse nell'acqua, Higgins chiama i soccorsi e una volta all'ospedale gli viene comunicato che è salva. Higgins poi scopre la persona che aveva chiuso gli account di Ani, si tratta di un hacker di nome Romeo; i due decidono di parlargli fingendosi poliziotti e scoprono che era stato assunto da Shally Davis, la sua avvocatessa nonché madre di Amanda, rivelando che è Amanda ad averla uccisa. I due scoprono un video compromettente di Amanda e altri suoi messaggi, oltre che aver procurato ad Ani le medicine della madre usate per il suicidio. Higgins comunica il tutto alla dottoressa Ogawa che le rivela quello che ha percepito nella seduta precedente.
Dennis e Beth vengono fermati ad un incrocio da malintenzionati che li invitano a scendere dall'auto, Beth ha qualche problema dovuto all'agitazione e quando Dennis va ad aiutarla viene colpito alla testa da uno dei ladri, i malintenzionati rubano l'auto e scappano. Katsumoto si precipita all'ospedale e trova la moglie con un braccio rotto e il figlio in gravi condizioni, Beth gli racconta quanto è successo; Lia avvisa Magnum che quando arriva trova già sul posto Higgins e chiedono a Gordon se ha bisogno di aiuto che rifiuta spiegando che c'è già tutta la polizia al lavoro. Più tardi vengono informati che Dennis è fuori pericolo è poco dopo a risveglia. Gordon torna al lavoro e con la sua squadra fa irruzione in un'officina dove stanno smontando l'auto, interrogano il meccanico facendosi rivelare il nome dei due criminali che vengono poi rintracciati e arrestati.
- Guest star: Chantal Thuy (Lia Kaleo), Martin Martinez (Cade Jensen), Lance Lim (Dennis Katsumoto), Tijuana Ricks (dott.ssa Linda Ogawa), Shawna Christensen (Beth Katsumoto), Tom Choi (Ted Rogers), Nikki Hahn (Amanda Davis), Kalama Epstein (Will Banks), Christina Souza (Shelly Davis)
- Ascolti USA: telespettatori 5 070 000[7]

## Finché morte non vi separi
- Titolo originale: Til Death
- Diretto da: Eagle Egilson
- Scritto da: Katie Varney

### Trama
Aiden chiede a Magnum e Higgins di indagare sulla sua futura moglie, Serena, perché si comporta in modo strano informandoli che il matrimonio, previsto per il giorno seguente, non sarà annullato se non trovano nulla di particolare. I due iniziano a pedinare Serena, ma quando sono sull'orlo di gettare la spugna quando la vedono entrare in una stanza di un motel; scoprono che un uomo di nome Julian sta chiedendo soldi a Serena e che la borsa che portava con sé ne era piena, poi sentono Julian chiamarla Kate. Magnum e Higgins aggiornano Aiden e gli mostrano le immagini di Julian, che però non riconosce, poco prima di essere interrotti da Serena; Julian è sincero e rivela la loro identità a Serena che spiega che Julian è il suo ex marito e che rivuole i soldi che lei aveva preso quando è fuggita da lui. Aiden le crede, mentre Magnum e Higgins non le credono e avendo poco tempo per scoprire la verità decidono di proseguire le indagini separatamente; Higgins si infiltra nel matrimonio come guardia privata, mentre Magnum si intrufola nella stanza di Julian al motel trovando diversi passaporti, prima di essere scoperto da Julian; Higgins parla con Serena perché ha scoperto che Kate è scomparsa molti anni prima e non da due come sostiene lei; Julian rivela a Magnum di non essere l'ex marito, ma che lavora con lei e che Aiden non sopravvivrà alla luna di miele, e che verrà ritrovato morto per infarto, poi muore perché Serena aveva avvelenato i soldi che gli ha dato la sera prima. Magnum riesce ad avvisare Higgins che davanti a lei c'è un’assassina e le due iniziano a lottare quando arriva Aiden e la distrazione consente a Serena di darsi alla fuga. Magnum e Higgins informano Katsumoto della presenza di questa assassina in modo che anche la polizia inizi le ricerche, per poi aggiornare Aiden che racconta dell'incidente in cui ha perso Rebecca, e Higgins e Magnum lo informano che potrebbe essere stata uccisa proprio da Serena in quanto corrisponde all'ultimo lavoro che aveva fatto prima di prendersi una pausa. La polizia scopre che Serena ha prenotato dieci voli diversi per lasciare l'isola, ma Higgins non è convinta perché tutte le destinazioni dei voli hanno l'estradizione e perché non ha denaro da usare per la fuga e capisce che è diretta da Aiden. Una volta da Aiden viene fermata da Magnum e Higgins e rivela la verità: era stata Rebecca ad assoldarla affinché uccidesse Aiden; lei sostiene che tutti quelli che aveva ucciso fino a quel momento, se l'erano meritato; ma indagando e conoscendo Aiden, aveva scoperto che era un uomo buono. Poiché se ne innamora, decide di uccidere la sua mandante, una donna avida e crudele. Serena viene arrestata, ma più tardi Gordon informa Magnum che Serena è fuggita insieme a Aiden.
Dopo che Rick trova Cade a dormire nel locale, TC chiede a Gordon informazioni e gli comunica che non ha un'abitazione e che c'è un mandato di arresto per la madre per abbandono di minore; siccome TC vuole consegnargli i soldi che ha guadagnato lavorando, Gordon gli consegna una lista di dormitori dove potrebbe essere andato. TC inizia le ricerche che non lo portano da nessuna parte fino a quando Kumu non lo informa di dove Cade si era rifugiato l'ultima volta che era scappato dalla sua famiglia affidataria. Dopo ricerche infruttuose, TC racconta tutto a Rick che involontariamente gli dà un suggerimento e finalmente riesce a trovare Cade e a consegnarli i soldi; parlando, gli confida quello che è successo a lui da piccolo, poi gli dice che il locale lo aspetta.
- Guest star: Martin Martinez (Cade Jensen), Ian Harding (Aiden Walker), Molly Griggs (Serena Cole), Sebastian Siegel (Julian LaGrange)
- Ascolti USA: telespettatori 5 590 000[8]

## Il diavolo sulla soglia di casa
- Titolo originale: Devil on the Doorstep
- Diretto da: Claudia Yarmy
- Scritto da: Tera Tolentino

### Trama
Magnum e Higgins incontrano il loro nuovo cliente, Leota, al locale di Rick. Lui racconta che dopo aver pubblicato un articolo sulla morte di una ragazza ha ricevuto una chiamata che ha registrato e che fa ascoltare ai due, gli veniva detto il nome della ragazza che fino a quel momento era sconosciuta, così ha scritto un secondo articolo rivelando il nome con la speranza che qualche familiare si presentasse senza successo; la fonte voleva incontrarlo per dargli ulteriori dettagli, ma non si è mai presentata, facendo preoccupare Leota per la sua incolumità e per questo chiede aiuto a Magnum e Higgins per trovarla. I due si mettono subito a indagare e riescono a scoprire da quale telefono aveva chiamato Leota, così Magnum va a controllare, ma non si accorge che il telefono è controllato. Magnum chiede informazioni al negozio di bellezza di fronte dove la proprietaria si fa pagare per ogni informazione che le viene chiesta; scopre che era un'assistente di volo. Magnum si dirige verso l'aeroporto e scopre di essere seguito, così decide di seminarli e chiedere a Shammy di seguirli dall'elicottero; raggiunto l’aeroporto parla con Nancy, la fonte di Leota, mentre Shammy ha dovuto abbandonare l'inseguimento perché anche l’auto che seguiva Magnum è entrata all’aeroporto. Nancy dice tutto quello che sa sulla ragazza e su un uomo, Nathan, che viaggiava sempre con lei e con altre donne, facendola sospettare che trasportavano droga, e consegna a Magnum i documenti che voleva dare a Leota, spiegando che lei si era presentata, ma che aveva desistito all'ultimo quando aveva visto Leota essere osservato da Nathan. Magnum aggiorna Leota e poi si dirigono al distretto dove informano Katsumoto, che si mette sulle tracce di Nathan. Magnum chiama Siola, una delle donne viste con Nathan, e gli spiega che non c’entra nulla la droga, ma che lui lavora per il centro mondiale delle famiglie, che è un'organizzazione che aiuta le donne disagiate in gravidanza e che però lei ha perso il bambino durante il parto, cosa che viene riferita anche da altre donne; i tre scoprono che i bambini venivano tolti dalle madri povere e farli adottare a famiglie disposte a spendere soldi per velocizzare la pratica, poi trovano la casa dove le madri abitavano prima del parto. Katsumoto e i suoi uomini fanno irruzione nell'abitazione, la trovano vuota, ma scoprono che c’è in giro un'altra ragazza incinta; arrivano in un ospedale e un'infermiera avvisa Nathan della polizia e prova a fuggire, ma viene fermato e arrestato.
Eve chiama Higgins per una missione urgente e la informa che la persona neutralizzata l'ultima volta sì trattava di un informatore e che parecchie informazioni sono custodite su una chiavetta usb che Higgins deve recuperare, per farlo dovrà fingersi la persona neutralizzata. Juliet incontra Barlowe per lo scambio, ma, poco prima di concluderlo, riceve una telefonata che lo informa che lei non è la persona che stava aspettando; Barlowe fugge, ma viene investito da un camion; Higgins aggiorna Eve, che le comunica che deve assolutamente prendere possesso della chiavetta. Juliet entra di nascosto all'obitorio e se ne impossessa, scoprendo che l'uomo è un ex militare; prima di consegnare la chiavetta decide di guardare cosa contiene e chiede spiegazioni a Eve che le dice che non può tirarmene fuori perché hanno informazioni anche su di lei.
Robbie è venuto a trovare Rick e gli spiega perché se ne è andato da Chicago e che vorrebbe rimanere sull'isola, però ha speso tutto per l'aereo e ora deve trovare anche un appartamento, così Rick si offre per aiutarlo economicamente, mentre a TC la coincidenza sembra sospetta. TC scopre Rick a prelevare del denaro dalle casse del locale per dare a Robbie l'anticipo per acquistare un'auto. Robbie decide di chiarire la situazione con TC spiegandogli i problemi che deve affrontare un ex detenuto come lui per trovare lavoro e casa, TC decide di fidarsi. L’agente Sloane fa visita a Rick informandolo che Robbie ha recentemente assassinato una persona a Chicago e gli chiede aiuto per arrestarlo.
- Guest star: Christopher Thornton (Shammy), Martin Martinez (Cade Jensen), Marsha Thomason (Eve), Yancey Arias (agente speciale Ray Sloane), Devon Sawa (Robbie Nelson), Wilmer Calderon (Oscar Leota), Jackie Dallas (Nancy)
- Ascolti USA: telespettatori 5 450 000[9]

## Una nuova prospettiva di morte
- Titolo originale: A New Lease on Death
- Diretto da: Rubba Nada
- Scritto da: Barbie Kilgman e Zachary Knighton (soggetto); Barbie Kligman (sceneggiatura)

### Trama
Rick svela a Magnum perché si è isolato negli ultimi giorni e lui si offre di scoprire quali informazioni i federali hanno su Robbie; decide quindi di chiedere aiuto a Lia per fissare un incontro con la sua fonte nell'FBI, ma si tratta in un suo ex, l'agente speciale Jack Wheeler. Magnum si presenta all'incontro e Jack gli rivela perché lo stanno cercando, Robbie ha ucciso un agente federale che era sotto copertura, poi aggiorna Rick. Con l'aiuto di Higgins scopre che l'agente speciale Sloane è in licenza e quando lo incontra lui ammette che non sta facendo un'indagine ufficiale, ma vuole fare qualcosa perché il caso del collega è fermo, poi Magnum lo informa di essere pedinato da due uomini. Robbie racconta a Rick quello che è successo e lui lo informa degli uomini del trafficante d'armi che lo stanno cercando, invitandolo a consegnarsi ai federali. In seguito però trova un modo per fargli lasciare l'isola, ma quando Robbie sull'auto e mette in moto, essa esplode uccidendolo sul colpo.
Kumu va sotto copertura alla casa di riposo Oahu Horizons dopo che Vicki ha chiesto a Higgins di indagare perché sospetta che suo padre, Joseph, venga maltrattato e perché alcuni eventi sono strani, lei non riesce più a contattarlo e i suoi risparmi sono stato prosciugati. Kumu inizia le indagini, ma non trova niente di sospetto, solo che Joseph si è chiuso da qualche giorno, Higgins scopre che la transazione non è avvenuta online, ma con un assegno; le due si aggiornano e quando Kumu la informa che sta per andare alla sala ricreativa, Higgins dice a Vicki dove è suo padre, in modo che Kumu possa vedere che le impedisce di parlare con lui, scoprendo che è proprio lui che non vuole parlare con la figlia; Higgins guarda le immagini di sicurezza scoprendo che è Joseph ad avere prelevato il denaro. Le due fanno in modo che Joseph e Vicki si parlano e lui rivela che i soldi, suoi e di altri, sono stati dati a Ron per investirli, ma Ron invece che far guadagnare qualcosa ha perso tutto. Le due tornano alla casa di riposo per parlare con Ron, ma scoprono che è morto di infarto quella mattina; Higgins sospetta qualcosa visto che gli investitori arrabbiati sono diversi, così chiede a Katsumoto di far fare un'autopsia. Una volta scoperto che cosa ha ucciso Ron, Katsumoto, Kumu e Higgins iniziano a cercare il presunto assassino e controllando dove erano stati investiti i soldi, Higgins scopre che in realtà Ron ne ha guadagnati molti e che poi li ha prelevati; le indagini li portano a sospettare della sua amante, Betty, che ha prenotato un traghetto per fuggire. I tre riescono a raggiungerla prima che si imbarchi e, controllando la sua valigia, trovano i soldi di Ron e la arrestano; successivamente Higgins e Kumu consegnano i soldi a Joseph e Vicki.
- Guest star: Chantal Thuy (Lia Kaleo), Yancey Arias (agente speciale Ray Sloane), Devon Sawa (Robbie Nelson), Richard Gant (Joesph), Richard Masur (David), Tyler Jacob Moore (agente speciale Jack Wheeler), Candice Coke (Vicki), Suzanne Ford (Betty), Dann Seki (Ron Underhill)
- Ascolti USA: telespettatori 5 170 000[10]

## Un fuoco nelle ceneri
- Titolo originale: A Fire in the Ashes
- Diretto da: Lisa Robinson
- Scritto da: David Slack

### Trama
Magnum e TC arrivano al locale dopo essere stati informati da Gordon e trovano Rick sotto shock; il caso è ora nelle mani dell'FBI e quando Sloane arriva sul posto viene aggredito da Rick che viene allontanato da Magnum e TC che lo convincono ad andare in ospedale a fare degli accertamenti; Magnum poi informa TC dei comportamenti strani di Higgins e del fatto che non si trovava. Sloane è tornato a Chicago in quanto le sue azioni potrebbero aver portato alla morte di Robbie, Katsumoto informa Rick, TC, Magnum, Shammy e Kumu e dice a Rick di volerlo mettere sotto protezione perché potrebbe essere il prossimo bersaglio. TC e Shammy tornano al locale mentre Magnum va a cercare Higgins. All'indomani Rick chiede aggiornamenti a Gordon e quando rivela che i due sono stati arrestati dai federali, ma non hanno prove, e Rick decide di fare a modo suo. Katsumoto chiede a TC di aiutarlo a ritrovare Rick prima che faccia una sciocchezza; più tardi TC informa Katsumoto che i due malviventi lasceranno l'isola con un jet privato e che Rick, essendo un abile cecchino, potrebbe essersi appostato nei paraggi. Rick sta tenendo sotto tiro il jet dal tetto di un edificio quando arriva TC e lo fa desistere dall'assassinarli.
Higgins ha contattato Sean Cavendish perché ha rubato diverse informazioni all'MI6 compreso il suo fascicolo privato ed è disposta a scambiarlo per un lavoro per lui; poi viene riportata bendata alla sua auto e informa subito Eve, non sa di essere stata vista da Magnum e quando riattiva il cellulare scopre quanto successo a Rick. Nel ripartire si ritrova davanti a sé Magnum che le chiede di raccontare cosa sta succedendo. Lei non può dire la verità, ma Magnum le racconta quello che pensa sia successo in Kenya e del fatto che probabilmente sta lavorando ancora per l'MI6, così gli racconta solo dei documenti e Magnum è disposto ad aiutarla a recuperarli. Higgins incontra Eve che le consegna un virus che le permetterà di entrare nei sistemi di Cavendish in modo da distruggere tutti i dati in suo possesso; Magnum invece ha scoperto il nome di uno dei due agenti, Peter Barlow, e il suo indirizzo: andato a controllare, non trova nulla nell'appartamento, ma viene scoperto dal proprietario. Higgins va negli uffici di Cavendish e mentre Kent le mostra sua postazione interviene Sean che ha già una missione per lei, interrogare l’agente dell'MI6 assoldato per fermare la sua operazione e Higgins si trova davanti Eve; la stanza è sorvegliata da telecamere e le due sono costrette a fingere di non essersi mai viste. Nel frattempo Magnum, entrato in possesso dei filmati delle telecamere, chiede a Lia di controllarne la targa e scoprire dove è stata rilevata l'ultima volta, si dirige sul posto trovando barili, fascette e soda caustica e viene attaccato da Parkes che ha la peggio; una volta neutralizzato, Magnum lo interroga scoprendo che Parkes ha catturato un agente MI6 e che stava preparando l’occorrente per liberarsi di due corpi. Higgins continua l'interrogatorio facendosi dire il nome del secondo agente MI6, che glielo suggerisce con un codice morse, facendo dire a Eve il nome di Oliver Kent. Cavendish entra e uccide Eve con un colpo di pistola, poi rivela a Higgins di aver scoperto che l'agente infiltrato è lei e si fa consegnare la chiavetta necessaria a distruggere i dati. Mentre Cavendish cerca di persuadere Higgins a lavorare per lui, Magnum riesce a entrare e permette a Juliet di liberarsi, che vuole distruggere i dati. I due si intrufolano nella sala server e una volta localizzato l'hard disk vengono accerchiati da Cavendish e i suoi uomini. Magnum e Higgins si salvano e fanno arrestare Sean, poi interviene la CIA a interrogare Juliet prima di lasciarla andare.
- Guest star: Christopher Thornton (Shammy), Chantal Thuy (Lia Kaleo), Marsha Thomason (Eve), Yancey Arias (agente speciale Ray Sloane), Christopher O'Shea (Oliver Kent), Greg Ellis (Sean Cavendish)
- Ascolti USA: telespettatori 5 340 000[11]

## Babbo Natale è in città
- Titolo originale: Better Watch Out
- Diretto da: Ruba Nadda
- Scritto da: Katie Varney

### Trama
È la vigilia di Natale e Magnum e Higgins stanno tenendo sotto osservazione un banco dei pegni dove dovrebbe presentarsi un fuggitivo, Barry Wilson, che non si è presentato in tribunale, i due lo arrestano e lo consegnano a Gordon trovando la stazione di polizia nel caos. Mentre sono al distretto, la stazione finisce sotto attacco ransomware e Katsumoto chiede aiuto a Higgins; inoltre non potendo accedere al sistema, non può incriminare il fuggitivo, così Magnum lo porta da Kumu, chiedendole di tenerlo d’occhio in modo da tornare alla centrale. Higgins non trova tracce di mail sospette e Magnum le suggerisce che potrebbe essere stato un lavoro dall'interno così rintracciano il primo dispositivo che è stato infettato, il portatile di Lia; non riuscendo a trovarla, le rintracciano il telefono e scoprono che è a casa di Jonny Kim, un criminale, e Magnum decide di controllare. Una volta sul posto scopre che Jonny è il padre di Lia. Magnum e Lia si confrontano perché lei pensava che dietro l'attacco ci fosse il padre, ma ora gli indizi portano al suo fratellastro, Pin, che era stato da lei il giorno prima. Tornati alla centrale Lia informa Gordon della sua parentela e Higgins rintraccia l'ultimo indirizzo noto di Pin. Magnum e Lia vanno sul luogo e trovano un tecnico rinchiuso in uno sgabuzzino, e Thomas capisce che alla centrale è giunto un falso tecnico informatico, Dave, e che l'attacco riguarda non i soldi, bensì un testimone che stava interrogando Palea. Alla centrale Dave preleva il testimone, Mike Lazio, e lo consegna a Pin che vuole sapere se ha detto qualcosa alla polizia; nel frattempo Magnum, Higgins e Lia li hanno rintracciati e raggiunti; con un diversivo Magnum permette a Lia di entrare in casa dal retro e convincere Pin a non uccidere Lazio, poi procede con l'arresto. Alla centrale Gordon informa Lia che è stato trovato il portatile di Pin con una chiavetta che ha permesso di decriptare i file dei computer della stazione e che Pin rischia l'incarcerazione. L'unico modo che ha per non andare in prigione è quello di consegnargli Jonny; Lia prova a convincere il fratello a fare un accordo, ma non accetta.
La vicenda porta a una sorta di rottura tra Thomas e Lia, poiché lei gli ha mentito sul suo passato; le considerazioni di Magnum portano anche Juliet a riconsiderare la sua relazione con Ethan.
- Guest star: Chantal Thuy (Lia Kaleo), Martin Martinez (Cade Jensen), Chase Kim (Jonny Kim), Chris Marquette (Barry Wilson), Nicholas B. Gianforti (Mike Lazio), Leonard Wu (Pin Kim), Taiana Tully (detective Laura Palea)
- Ascolti USA: telespettatori 5 550 000[12]

## L'amante dei sogni
- Titolo originale: Dream Lover
- Diretto da: Avi Youabian
- Scritto da: David Wolkove

### Trama
Magnum e Higgins stanno osservando, per conto di un avvocato divorzista che deve provare l'infedeltà del marito della sua cliente, la casa di Lindsey sperando di cogliere Friedman sul fatto e quando si presenta scattano delle fotografie. L'avvocato informa Magnum che la cliente non vuole vedere le foto, ma ha chiesto di notificare al marito le carte del divorzio, Magnum chiede a Rick di farlo in modo da seguire l'altro caso con Higgins. Rick sta aspettando Jared appostato non lontano dall'abitazione di Lindsey, poi decide di bussare; lei capisce il motivo per cui è lì e lo lascia entrare, informando che Jared è sotto la doccia, poi lo distrae, in modo che lui possa fuggire. Rick è costretto a escogitare un piano e chiede aiuto a TC, ma qualcosa va storto e Jared riesce ancora a fuggire. A La Mariana Rick riesce finalmente a consegnare a Jared la notifica di divorzio grazie a uno stratagemma.
La mattina seguente i due ricevono una nuova cliente, Emily Pratt, a La Mariana. Emily chiede a Magnum e Higgins di rintracciare l'uomo, Mikal, con cui ha parlato nel bar dove va abitualmente a bere il caffè e del quale si è innamorata, solo che non sa come ritrovarlo. Higgins controlla l'anagrafe e trova alcuni nominativi; il primo della lista vive in una roulotte e possiede una piantagione di marijuana. L'uomo racconta di come sia stato avvicinato da un uomo che gli aveva chiesto se poteva usare la sua identità per ottenere un lavoro e che gli avrebbe dato in cambio dei soldi, poi fornisce una descrizione che corrisponde a quella di Emily e l'ultimo assegno che gli è stato dato, con il quale individuano l'azienda in cui lavora. I due informano Emily che è convinta ci sia un motivo per il quale lui ha mentito sulla sua identità e chiede a Magnum e Higgins di continuare a cercarlo. Continuando le indagini scoprono che Mikal era seguito e informano Katsumoto perché pensano sia stato rapito. Il mandante sembra essere Shane Whelan, ex collega di Gordon; quando lo interroga si scopre che Whelan aveva scoperto la falsa identità di Mikal e che ha controllato che non si fosse impossessato di materiale aziendale prima di lasciarlo andare. Gordon scopre la vera identità di Mikal, Mason Adams, e che aveva intentato una class action contro l'azienda perché vende un prodotto cancerogeno per il quale la sorella è deceduta; Magnum e Higgins parlano con l'avvocato che ha seguito la class action che rivela che Mason lo aveva contattato informandolo che aveva trovato le prove che stava cercando; i due capiscono che Emily è in pericolo e si precipitano a casa sua trovandola sottosopra, dove vengono aggrediti da due uomini che non hanno la meglio, e successivamente salvano Emily. Trovano la scheda SD che Mason aveva nascosto nella sua borsa, me vengono raggiunti da Whelan e una scorta, e Magnum è costretto a fare uno scambio, la scheda SD con Mason. Gordon però riesce ad arrestare Whelan.
- Guest star: Josh Stamberg (Shane Whelan), Brooke Nevin (Emily Pratt), Nathan Hurd (Mikal Cisco), Kelly Mumme (Lindsey), Logan Donovan (Mason Adams), Liam McNeill (avvocato)
- Ascolti USA: telespettatori 5 320 000[13]

## Se dovessi morire prima di svegliarmi
- Titolo originale: If I Should Die Before I Wake
- Diretto da: Lin Oeding
- Scritto da: Gene Hong e Andre Jackson

### Trama
Magnum e Higgins si occupano di suor Adina che li ha chiamati perché in mattinata ha trovato una borsa piena di soldi, da destinare come donazione per la raccolta che stanno facendo per aiutare Sierra, una ragazza gravemente malata, ma prima di usarli vuole sapere da dove provengono. I due fanno vedere la foto del sacco a Jin che riconosce i soldi da ripulire e la lavanderia da dove proviene; lì parlano con William che non conosce il cliente perché anonimo e usa sempre un corriere, rintracciano il suo cellulare e lo trovano deceduto in un'auto. Analizzando l'ammaccatura sul paraurti posteriore capiscono il modello di auto usata nello speronamento e chiedono a Rick e TC di aiutarli a trovarla, Higgins ristringe la ricerca a cinque possibili sospettati e li mostra a suor Adina che riconosce Leon e consegna l'indirizzo dove trovarlo. Controllando la sua abitazione lo trovano con una ferita d'arma da fuoco alla gamba e chiamano i soccorsi, mentre aspettano racconta a Magnum e Higgins cosa è successo.
Jin ha avviato un'attività di dog sitter, Higgins decide di fare da cavia come prima cliente e affidargli Zeus e Apollo; li porta a passeggio, ma poi li avvelena accidentalmente con del cioccolato e li porta dal veterinario. In clinica lo informano che i due cani non sono in pericolo e che verranno tenuti in osservazione un paio di ore, così Jin decide di aspettare in sala d'attesa. Improvvisamente entrano Izzy e Red armati e rinchiudono tutti in un magazzino facendosi consegnare i cellulari, eccetto il dottor Anthony a cui chiedono aiuto per curare Izzy che ha una ferita d'arma da fuoco; Tower chiama Red e gli chiede spiegazioni e lo informa che i soldi li ha presi Leon.
TC comunica a Magnum e Higgins dove ha avvistato l'auto che cercavano e si dirigono sul posto informando Katsumoto che a sua volta fa intervenire la SWAT. Gordon si mette in contatto con Red che chiede soldi e un mezzo per andarsene; mentre preparano il tutto, Magnum riesce a passare un cellulare all'interno che viene preso da Jin che informa Higgins della situazione e Magnum va da suor Adina perché Tower sta cercando i soldi e sa che li ha presi Leon. Mentre la SWAT si prepara Jin riesce a piazzare il cellulare su Red aiutando la polizia a tracciarne la posizione, con un diversivo viene fatto avvicinare all'entrate principale dove la SWAT era pronta ad arrestarlo, poi prendono in consegna anche Izzy. Magnum arriva in tempo per fermare Tower e recuperare il denaro, che verrà lasciato per le cure di Sierra.
Rick riceve una videochiamata da Suzie, che lo informa di essere incinta di loro figlio.
- Guest star: Bobby Lee (Jin Jeong), Betsy Phillips (Suzy Madison), Rich Ting (Tower), Lindsay Pulsipher (Izzy), Ramon De Ocampo (dott. Anthony), Leif Gantvoort (Red), René Mena (William Tellez), Jeanne Sakata (suora Adina), Brandon Finn (Leon Banks)
- Ascolti USA: telespettatori 5 770 000[14]

## Gli angeli a volte uccidono
- Titolo originale: Angels Sometimes Kill
- Diretto da: Marcus Stokes
- Scritto da: Mike Diaz (soggetto); Mike Diaz e Barbie Kligman (sceneggiatura)

### Trama
Shammy chiede aiuto a Magnum e Higgins per rintracciare Dart, un suo amico senzatetto, che è scomparso da qualche giorno; i due iniziano cercando in una tendopoli vicina all'ultimo luogo dove Shammy lo ha visto l'ultima volta; una volta lì Jill, una volontaria, indica loro la sua tenda dove trovano Cam che racconta della scaramuccia che ha avuto Dart con una persona su una Jaguar e che è scomparso due giorni dopo. Controllando la sua tenda trovano una fede nuziale in platino con un'iscrizione; Magnum cerca nella varie gioiellerie e trova una corrispondenza con la famiglia Dartan. Higgins rintraccia l'ex moglie di Dart, Lucy, che racconta dei problemi che ha avuto col primo marito quando è rientrato da una missione e che successivamente l'aveva lasciata. Martin, il suo attuale compagno, confessa di aver rintracciato Dart e di avergli donato una carta prepagata per pranzare in un fast food. Higgins rintraccia i pagamenti e con Thomas vanno in un ristorante dove scoprono che è stata usata da un altro senzatetto, Sam, che afferma che l'ha presa perché Dart era ormai morto e che era stato investito volontariamente; Shammy ne identifica il corpo all'obitorio e poi Magnum viene a sapere che è Lia a seguire il caso. Lia informa Magnum e Higgins che il sospettato è una donna che si è presentata in obitorio per identificare Dart, e che si era agitata quando aveva scoperto che il riconoscimento era già stato fatto. Purtroppo la donna ha lasciato un nome falso, ma scoprono che gli era stata stipulata un'assicurazione in caso di morte e chi è l'assicuratore. Lia lo cerca in ufficio, ma non lo trova mentre Magnum e Higgins vanno a casa sua trovandolo morto; non essendo convinti che sia un suicidio, analizzano le impronte digitali su un proiettile trovando chele impronte sono di Jill, che viene arrestata.
TC vuole far tornare a scuola Cade, ma lui è contrario, chiede quindi consiglio a Katsumoto, ma quando gli rivela che è minorenne e che dorme nel suo ufficio, Gordon dice che è costretto a chiamare i servizi sociali, ma gli dà un po' di tempo per sistemare la situazione. TC è costretto a parlarne con Cade, che lo informa del fatto che non poteva tornare a scuola perché il suo nome è già nel sistema e la famiglia dove viveva era violenta con lui; si confida con Rick che suggerisce a TC di diventare lui il padre adottivo. L'uomo ci pensa, poi chiede a Cade se per lui va bene e il ragazzo accetta.
Lia e Thomas, finita l'indagine, decidono di lasciarsi.
- Guest star: Christopher Thornton (Kenny "Shammy" Shamberg), Chantal Thuy (Lia Kaleo), Martin Martinez (Cade Jensen), Tara Buck (Jill Picone), Victoria Barabas (Lucy Dartan), Charlie Bodin (Martin Hadley), David Ury (Sam)
- Ascolti USA: telespettatori 5 430 000[15]

## Non mi giudicate
- Titolo originale: Judge Me Not
- Diretto da: Benny Boom
- Scritto da: David Slack

### Trama
Il giudice Rachel Park chiede aiuto a Magnum e Higgins perché qualcuno vuole ricattarla; lei spiega che durante gli studi perse la borsa di studio a sei mesi dalla laurea e decise di lavorare come escort per finire l'università, e chiede di trovare e distruggere il video con cui viene ricattata; comunica il nome della donna che organizzava gli incontri specificando che usava uno pseudonimo. I due si fanno aiutare da Rick che recupera il vero nome della donna, Sheila Adams, e l'indirizzo della sua villa. Parlando con lei scoprono che filmava gli incontri, ma per aver un maggior guadagno dai clienti e non per ricattare le ragazze, e che si era presentata una donna tatuata per ricattarla se non le dava un video del giudice; Rachel li informa di aver ricevuto un altro messaggio dove le viene intimato di annullare il processo per omicidio contro Owen Reed escludendo alcune prove a carico dell'imputato. Gordon riesce a recuperare il nome della donna tatuata, Maya, e lo comunica a Magnum e Higgins informandoli che qualche mese prima era successa la stessa cosa con un caso che stava seguendo; non riuscendo a trovarla Magnum suggerisce di cercare nel suo ufficio. I due aspettano il buio per entrare nell'ufficio dell'avvocato, ma quando Magnum trova qualcosa di interessante vengono raggiunti dalla polizia; Higgins e Magnum cercano di fuggire, ma vengono arrestati e per uscire di cella chiedono aiuto a Kumu. Mentre cercano indizi, si imbattono in Maya, che offre loro molto denaro per abbandonare il caso. Thomas e Juliet non accettano e Maya li avverte di non intralciare i suoi piani, altrimenti il video verrà pubblicato. A pochi minuti dall'inizio del processo Higgins trova un prelievo di uno dei soci della somma con la quale si pensa abbia pagato Maya, il problema è che il conto è dell'uomo assassinato un anno prima da Owen, così i sospetti si concentrano sulla moglie, Anna Parson, pensando che sia lei ad aver ucciso il marito. I due si dirigono al tribunale perché non riescono a contattare Rachel per informarla; nel tragitto informano anche Gordon e riescono a far avere un messaggio scritto al giudice che ferma il processo. Anna se ne va chiamando Maya e permettendo a Katsumoto di rintracciarla, poi vengono arrestate entrambe.
La giudice, finito tutto, decide di rendere pubblico il suo passato per non essere più ricattabile.
- Guest star: Moon Bloodgood (giudice Rachel Park), Maya Stojan (Maya), Wylie Small (Sheila Adams), Nicole Pierce (Anna Parsons), Justin Martin (Owen Reed)
- Ascolti USA: telespettatori 5 220 000[16]

## Corri, baby, corri
- Titolo originale: Run, Baby, Run
- Diretto da: Roderick Davis
- Scritto da: David Wolkove

### Trama
Magnum e Higgins vengono chiamati da Melvin, un uomo che per vivere ha un ufficio di garanzie per uscite su cauzione, perché una sua cliente, Stella Torres, non si è presentata in tribunale e lui rischia di perdere una cauzione di un quarto di milione; Higgins analizza le telefonate di Stella e scopre che è il numero più chiamato era di Wayne Nix, un sergente dell'antidroga. I due parlano con lui che rivela che Stella era una sua informatrice, raccontando come è avvenuto il suo arresto e di come crede abbia lasciato l'isola. Juliet analizza i profili social di Stella che sembrano confermare il fatto che sia fuggita, ma Magnum vede qualcosa di strano in una delle foto pubblicate e scoprono che non sono recenti, poi rintracciano il suo indirizzo e vanno a controllare trovando Jimmy Wu a terra con ferite d'arma da fuoco; l'appartamento sembra essere inutilizzato da mesi, l'uomo, prima di morire, era riuscito a mandare la targa di un'auto che lo pedinava e analizzandola Juliet scopre che l'auto è di Wayne. Sul caso inoltre sta lavorando anche Lia. Nel frattempo Magnum e Rick trovano Stella nell'ultima posizione conosciuta e la donna chiede loro di non far sapere a Wayne che è stata trovata perché è incinta e spiega il motivo per cui si è nascosta e cosa è accaduto realmente durante il suo arresto. Magnum informa Lia e Higgins e decidono di nasconderla alla villa. Mentre stanno per partire vengono raggiunti da una pattuglia e Magnum capisce che il poliziotto è corrotto e lavora per Nix, mentre sopraggiungono altri uomini armati costringendo Magnum, Rick e Stella a fuggire per il bosco raggiungendo una casa non lontana dalla quale Magnum chiama Higgins per un aggiornamento. Ben presto vengono raggiunti da Nix e i suoi uomini, ma Magnum uccide Nix mentre Rick resta in casa ad aiutare Stella a partorire.
Intanto Katsumoto informa TC che prima di formalizzare la sua richiesta d'adozione per Cade è costretto a ricercare la madre biologica e TC vuole aiutarlo nelle ricerche. I due, dopo varie indagini, risalgono a un compagno "di droga" della donna, Ike Tonyan. L'uomo si sta disintossicando perché perseguitato dai sensi di colpa: una notte lui e la madre di Cade si sono addormentati dopo essersi fatti ed era scoppiato un incendio. Lui si è svegliato per tempo e, non riuscendo a far rinvenire la donna, è fuggito lasciandola al suo destino. TC racconta tutto a Cade, che ha sempre odiato la madre per averlo abbandonato, mentre in realtà era morta.
- Guest star: Chantal Thuy (Lia Kaleo), Martin Martinez (Cade Jensen), Tim Griffin (sergente Wayne Nix), Jenna Leigh Green (Heather Nix), Don Swayze (Melvin Muchado), Veronica Diaz-Carranza (Stella Torres), Tui Asau (Ike Tonyan), Vince Shin (Kim Kil-Yon), Mark Labella (Uni)
- Ascolti USA: telespettatori 5 210 000[17]

## Morto che cammina
- Titolo originale: Dead Man Walking
- Diretto da: David Straiton
- Scritto da: Gene Hong

### Trama
Magnum viene preso alla sprovvista quando capisce che il suo cliente è Osi Shima, boss di un'organizzazione criminale, che lo vuole ingaggiare per ritrovare suo figlio, Kota; inizialmente declina ma, quando gli viene rivelato che nel sushi appena mangiato era presente un veleno che agirà in circa otto ore e che gli verrà dato l'antidoto solo se ritroverà il figlio, è costretto ad accettare per salvare la propria vita. Shima lo informa che verrà affiancato da dua suoi tirapiedi, Tower e Tia, mentre Magnum fa partire di nascosto una chiamata a Higgins per metterla al corrente della situazione. Magnum inizia le ricerche cercando sul luogo del rapimento, cosa che lo fa arrivare a un car sharing dove scoprono che Kota era pedinato da uomini di un'altra organizzazione che accusava Shima di aver rubato della droga. I tre si dirigono sul posto e Magnum, che presenta sempre più sintomi, entra da solo trovando l'auto usata nel rapimento per poi crollare a terra, Tower vuole andarsene, mentre Tia decide di entrare per recuperare Magnum, gesto che gli fa capire che lei è un agente sotto copertura.
La squadra, preoccupata per Magnum, escogita un piano con il quale riesce a trovare il numero di Osi Shima e rintracciare la persona che gli ha venduto il veleno. Trovato il responsabile, Juliet e Rick si fanno dare una fiala che permetterà a Magnum di guadagnare un po' di tempo, ma purtroppo né lui né Shima hanno l'antidoto che è custodito in un laboratorio a Mawi.
Magnum chiama Higgins comunicando la sua posizione, viene recuperato e gli viene data la fiala di Chester; nel frattempo TC sta recuperando l'antidoto. Higgins analizza il cellulare recuperato da Magnum e trova delle informazioni che portano a sospettare di Tower; Juliet e Rick controllano nel suo appartamento trovando una webcam che controlla Kota e i due capiscono dove si trova, informando Katsumoto. Nel frattempo Magnum va alla riunione di Shima per scongiurare una guerra tra bande e in seguito viene salvato dall'antidoto recuperato da TC.
- Guest star: Bobby Lee (Jin Jeong), Rich Ting (Tower), Levy Tran (Tia Min), Eijiro Ozaki (Osi Shima), Bryan McClure (Chester), Gedde Watanabe (Sato), Jason Her (Sung)
- Ascolti USA: telespettatori 4 880 000[18]

## Il male cammina dolcemente
- Titolo originale: Evil Walks Softly
- Diretto da: Alexandra La Roche
- Scritto da: Tera Tolentino

### Trama
Sull'isola si verifica un attentato, i soccorritori sono già al lavoro e Katsumoto è sul luogo per iniziare le indagini, mentre Kumu, Rick e TC decidono di andare a portare del cibo. Nel frattempo alla villa arriva Nora Simmons che chiede aiuto a Magnum e Higgins per ritrovare il figlio Ryder, perché è sicura che sia lui l'attentatore. Nora li accompagna a casa per iniziare le indagini e Higgins trova sul portatile che Ryder era stato nell'edificio qualche giorno prima per un colloquio, poi parlano con Pete per capire dove potrebbe essere, ma sopraggiunge Katsumoto con la SWAT che porta in centrale Nora per interrogarla. Magnum e Higgins decidono di cercare Ryder sulla barca del suo defunto padre e quando lo trovano racconta loro di aver cercato di far uscire tutti facendo scattare l'allarme; Magnum intuisce che qualcuno lo ha costretto, poi lo consegna a Katsumoto; Ryder firma subito la confessione senza dare spiegazioni delperché abbia compiuto il gesto, ma anche Gordon è dubbioso sul fatto che abbia agito da solo. Dopo aver individuato l'ultima posizione dove è stato visto prima dell'attentato, Magnum e Higgins vanno a dare un'occhiata e si imbattono in un negozio di piante e decidono di controllare; all'interno trovano il fertilizzante e altri componenti usati per fabbricare la bomba e una foto dove viene ritratto Pete, poi chiamano Gordon informandolo su quanto scoperto e sul fatto di aver trovato una seconda planimetria e analizzandola capiscono che si tratta di un edificio federale dove depositano vecchie banconote da macerare. La rapina è già in atto, ma Gordon riesce a far ripristinare la corrente al palazzo che permette di imprigionare i ladri all'interno, che vengono presi in custodia.
- Guest star: Dennis Chun (sergente Duke Lukela), Janel Parrish (Maleah), Alexie Gilmore (Nora Simmons), Philip Anthony-Rodriguez (Pete Ashby), Parker Queenan (Ryder Simmons), Emily Alabi (Mahina), Danny Bernardy (Maxwell), Rory Yamamoto (Lucas), Samie Solina (sé stessa)
- Ascolti USA: telespettatori 5 010 000[19]

## Ricordati di me
- Titolo originale: Remember Me Tomorrow - Sleep with the Fishes
- Diretto da: Bryan Spicer
- Scritto da: Mike Diaz, Barbie Kligman e Katie Varney

### Trama
Ella, una ragazza dodicenne, chiede aiuto a Higgins per risolvere un caso di triplo omicidio su cui stava lavorando sua madre. Il caso è rimasto irrisolto, ma Ella consegna a Juliet un nuovo indizio che ha recentemente trovato; le due lo seguono e trovano ben nascosta una pistola calibro 38 che sembra essere l'arma del delitto. Juliet decide di informare Katsumoto, che decide di aiutarle. Le due, mentre aspettano i risultati delle analisi dalla polizia, continuano le indagini, chiedendo informazioni ai vicini di casa della famiglia assassinata. Conoscono Bryan, che racconta di come abbia trovato la pistola quella notte, anche altri oggetti di valore, e del perché ha deciso di nasconderla, scrivendo però un messaggio per farla ritrovare senza essere coinvolto; Juliet capisce che il furto non è il movente del delitto. Decide quindi di parlare con Adam Akamu, l'unico sopravvissuto di quella notte, per scoprire chi potesse voler fare del male alla sua famiglia; lui racconta che credeva fosse stata una rapina e che all'epoca circolavano voci su una presunta relazione extraconiugale di sua madre. Juliet cerca maggiori informazioni visionando le prove che la madre di Ella aveva raccolto, scoprendo che l'unica persona che potrebbe aver visto l'assassino, che si pensa essere l'uomo con cui si vedeva la madre di Adam è Clara, una vicina di casa; mentre le due parlano, Katsumoto le lascia un messaggio in segreteria informandola che la pistola è l'arma del delitto e che è intestata a un uomo, la cui ex moglie abita vicino agli Akamu; si tratta di Clara che sfrutta un momento di distrazione di Higgins per farle perdere i sensi e legarla e apre i rubinetti del gas per un omicidio/suicidio. Ella, preoccupata per Juliet che non risponde al telefono e ai messaggi, informa Katsumoto raccontando dove era andata; Gordon capisce che è da Clara e decide di intervenire subito.
Magnum è iscritto a un programma in cui volontari vanno a far visita a veterani anziani e soli; si reca quindi da un anziano reduce della guerra del Vietnam che è ricoverato in una casa di riposo; l'uomo è malato terminale, ma ancora arzillo. Tra una bevuta e l'altra, gli racconta di come si sia allontanato decenni prima dall'amato fratello maggiore quando questi, un hippy pacifista, è fuggito in Canada per evitare di partire per il fronte lasciandolo solo ad affrontare l'orrore della guerra. Magnum farà da paciere e organizzerà una video chiamata tra i due fratelli.
- Guest star: Betsy Phillips (Suzy Madison), Robert Pine (Danny Braddock), Niall Matter (Cole Vaughn), Max Gail (Bob Braddock), Hala Finley (Ella Vaughn), Rebeka Montoya (Clara Bolton), Nicholas Duvernay (Adam Akamu), Christopher Jaymes (Bryan)
- Ascolti USA: telespettatori 4 870 000[20]

## Fossa superficiale, acqua profonda
- Titolo originale: Shallow Grave, Deep Water
- Diretto da: Jay Hernandez
- Scritto da: David Slack

### Trama
In un luogo isolato, a causa delle ultime piogge, viene rinvenuto un cadavere vecchio di qualche anno. Analizzando il cellulare trovano un messaggio in segreteria lasciato da Sebastian Nuzo. Gordon interroga Rick, TC e Magnum informandoli che Nuzo, un loro vecchio amico, potrebbe essere coinvolto in quest'omicidio e nessuno sa dare altre informazioni. Magnum raduna tutti per rivelare chi è Bruce Fletcher e perché lo conosce, poi decide di scoprire chi è il vero assassino prima di parlarne con Gordon. Quando arriva all'azienda di Nuzo per parlare con Lara, la moglie, trova sul posto la polizia che sta perquisendo tutto lo stabile e Katsumoto gli rivela di essere a conoscenza dei messaggi tra Nuzo e Magnum per cercare Fletcher, e Magnum è costretto a dirgli tutto quello che sa. Le indagini portano Magnum e Higgins a indagare su Oscar e nel suo capanno rinvengono attrezzature appartenenti a Fletcher e una mappa nascosta all'interno di una bombola; i due decidono di controllare sul punto segnato per scoprire cosa stesse cercando. Sul fondale Magnum trova un container con all'interno diversi scheletri e informa subito Katsumoto che concentra le indagini su Oscar. Magnum e Higgins scoprono che Fletcher era in contatto con un trafficante, Bowen, e decidono di intercettarlo perché sembra stia per raggiungere la sua barca e fuggire, ma lui e i suoi uomini vengono arrestati.
- Guest star: Christopher Thornton (Kenny "Shammy" Shamberg), Domenick Lombardozzi (Sebastian Nuzo), Robert Pine (Danny Braddock), Tiffany Hines (Lara Nuzo), Texas Battle (Oscar Woods), Tripp Pickell (Chris Bowen)
- Ascolti USA: telespettatori 5 310 000[21]

## Il lungo sonno
- Titolo originale: The Long Sleep
- Diretto da: Eagle Egilsson
- Scritto da: Mike Diaz, Andre Jackson e David Wolkove

### Trama
Nel Wisconsin Greg sta passando una serata al bar dove conosce Angie, con la quale fa amicizia; due giorni dopo si risveglia su una spiaggia alle Hawaii con la maglietta sporca di sangue e senza ricordare cosa è accaduto. Decide quindi di rivolgersi a Magnum e Higgins; il primo pensa sia meglio andare alla polizia, ma Greg è contrario perché si è ritrovato in tasca una pistola, Magnum capisce che è stata usata di recente e Juliet scopre che è stata usata in diverse rapine negli ultimi anni. Analizzando le sue carte di credito viene inoltre scoperto che Angie le ha usate per acquistare un volo per l'isola e noleggiare un'auto, ma non per prelevare del denaro. Magnum decide di portarlo in un ospedale per analizzare il suo sangue e quello sulla maglia e le analisi rivelano che il sangue è di Trevor Lyttle, un rapinatore, e quando Greg ne vede la foto ricorda che stava per essere strangolato quando a un certo punto gli ha preso la pistola facendo partire un colpo, che potrebbe avergli colpito l'orecchio. Poi si recano sul luogo dove Higgins ha trovato l'auto noleggiata e Greg riesce a ricordare l'incidente; Magnum trova il biglietto di una banca e analizzano i filmati di sicurezza scoprendo che Greg ha ritirato il contenuto di una cassetta di sicurezza di Frank Medina con il suo nome come beneficiario, e che in banca con lui c'era anche Angie. I tre decidono di parlare con Frank, ma la sua abitazione è sottosopra e lo trovano assassinato scoprendo che è il nonno di Greg. Costretti a chiamare la polizia, si scopre che Frank era la persona che aveva rubato un diamante di grosso valore ad Anversa, ma non era solo, con lui c'era anche il padre di Angie. Gordon e Lia informano Magnum che Angie e Trevor sono ancora sull'isola e che stanno cercando Greg in tutti gli ospedali, Magnum avvisa Kumu, che lo aveva portato in ospedale, di stare attenta e informare la vigilanza, ma è troppo tardi; fortunatamente la polizia interviene al motel in tempo per salvare Greg.
Intanto Gordon informa TC che gli assistenti sociali hanno trovato la nonna materna di Cade, che non sapeva che la figlia fosse morta e che avesse un figlio, e che è sull'isola per conoscerlo; TC preferisce incontrarla prima di fargli conoscere Cade e si accordano per incontrare Cade, ma il ragazzo rimprovera la nonna di non aver fatto abbastanza per aiutare la madre. TC chiede al ragazzo di andare comunque a conoscere i suoi zii e i suoi cugini, e di scegliere liberamente del suo futuro e dove viverlo.
Magnum, dopo attente riflessioni, confessa a Rick che forse prova dei sentimenti per Juliet, ma lei ha iniziato a uscire con Cole, il padre di Ella.
- Guest star: Chantal Thuy (Lia Kaleo), Betsy Phillips (Suzy Madison), Martin Martinez (Cade Jensen), Tijuana Ricks (dott.ssa Linda Ogawa), Teressa Liane (Angie), Elpidia Carrillo (Donna Jensen), John Bobek (Greg Nettles), Christie Brooke, Casey Adams (Trevor Lyttle), Ioane Goodhue (Kenji Yamada)
- Ascolti USA: telespettatori 4 810 000[23]

## Vicino a casa
- Titolo originale: Close to Home
- Diretto da: Bryan Spicer
- Scritto da: Eric Guggenheim

### Trama
Un gruppo di malintenzionati ha rapito Katsumoto e Beth tenendoli in ostaggio in due posti diversi; la ex moglie viene usata come espediente per costringerlo a uccidere Shane Whelan che è detenuto in isolamento in prigione. Non appena Gordon viene liberato decide di informare e chiedere aiuto a Magnum e Juliet per trovare e liberare la moglie; i tre rintracciano il luogo dove era tenuta in precedenza, ma una volta entrati i rapitori chiamato Gordon sparando un colpo di ammonimento che ferisce un braccio di Beth e lo invitano a contravvenire alle regole. I tre decidono di fare uscire di prigione Shane: Magnum si intrufola all'interno e dà accesso ai server a Juliet, ma viene pedinato da due detenuti che lo hanno riconosciuto. Magnum se ne libera in una colluttazione e raggiunge Gordon che nel frattempo ha dato del sonnifero a Shane; ora devono solo uscire, ma una guardia rinviene i due detenuti a terra e fa scattare l'allarme che mette la prigione in lockdown, ma Higgins crea un diversivo permettendo a Magnum e Gordon di uscire. Una volta che Shane si riprende capiscono chi è il rapitore, Ray Nasano, e il motivo per cui lo vogliono morto; ora però Gordon ha la possibilità di chiedergli uno scambio, Beth per Shane. Poco prima dello scambio, in una miniera, Shane rivela a Gordon che la morte di Kim, sua sorella, non è avvenuta per caso, ma è stato Ray per sviare le indagini che stavano portando al suo arresto; poi viene effettuato lo scambio e Gordon arrestata Ray.
Intanto a Suzie si sono rotte le acque. Rick la porta in ospedale e lei partorisce una bimba; la neo mamma però ha un'emorragia e viene operata d'urgenza. Fortunatamente va tutto per il meglio; la giornata passata e gli eventi accaduti portano Juliet a confessare a Thomas il suo interesse romantico nei suoi confronti, scoprendo con stupore di essere contraccambiata.
- Guest star: Christopher Thornton (Kenny "Shammy" Shamberg), Chantal Thuy (Lia Kaleo), Betsy Phillips (Suzy Madison), Josh Stamberg (Shane Whelan), Shawna Christensen (Beth Katsumoto), David Anders (Ray Nasano)
- Ascolti USA: telespettatori 5 060 000[24]